# Parque de Poblamiento Solidaridad
Parque de Poblamiento Solidaridad är en ort i Mexiko.   Den ligger i kommunen Huejutla de Reyes och delstaten Hidalgo, i den sydöstra delen av landet, 210 km norr om huvudstaden Mexico City. Parque de Poblamiento Solidaridad ligger 124 meter över havet och antalet invånare är 1 728.
Terrängen runt Parque de Poblamiento Solidaridad är kuperad åt sydväst, men åt nordost är den platt. Runt Parque de Poblamiento Solidaridad är det ganska tätbefolkat, med 248 invånare per kvadratkilometer. Närmaste större samhälle är Huejutla de Reyes, 3,7 km väster om Parque de Poblamiento Solidaridad. Omgivningarna runt Parque de Poblamiento Solidaridad är en mosaik av jordbruksmark och naturlig växtlighet.